# 仮運転免許

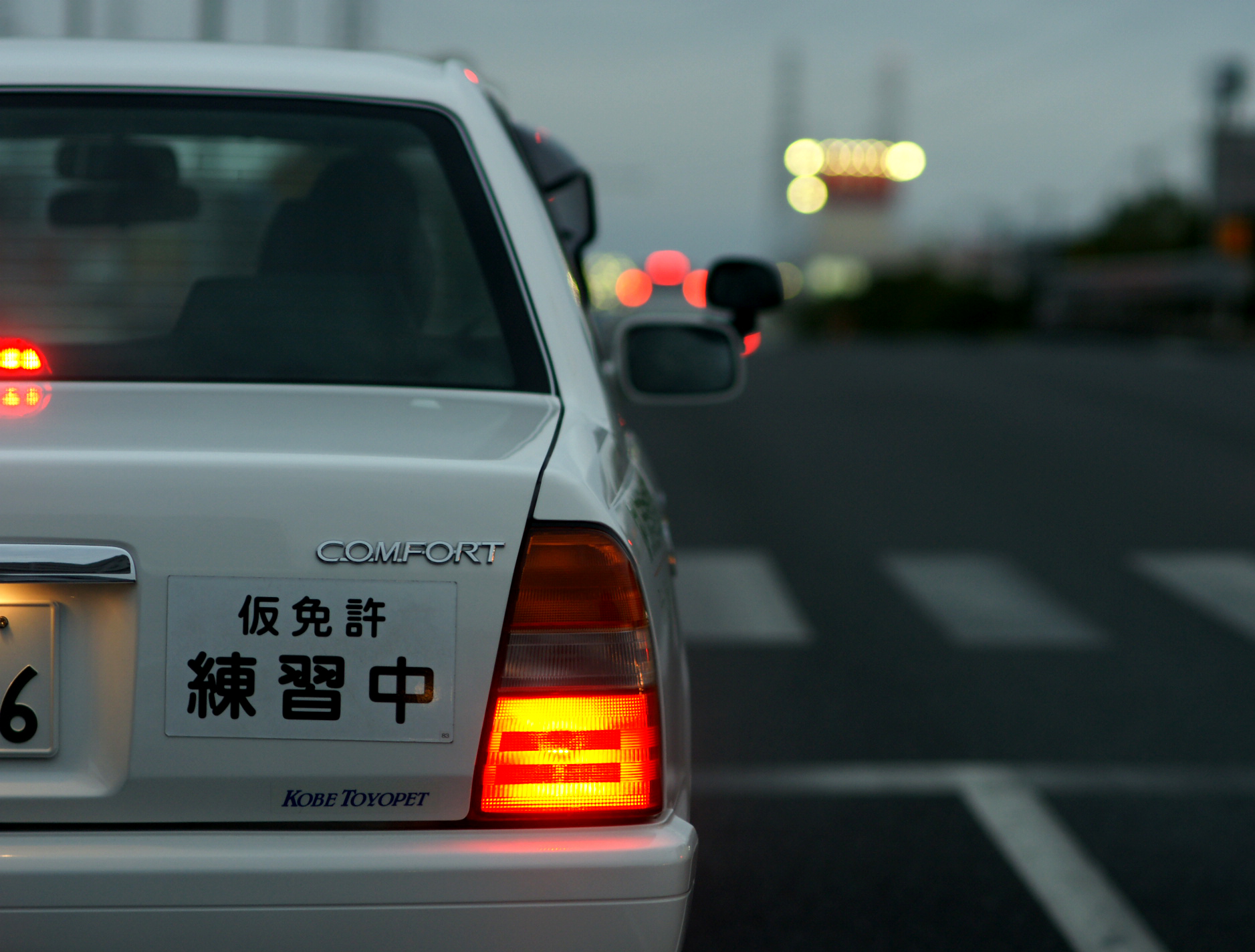
仮免許練習中の車

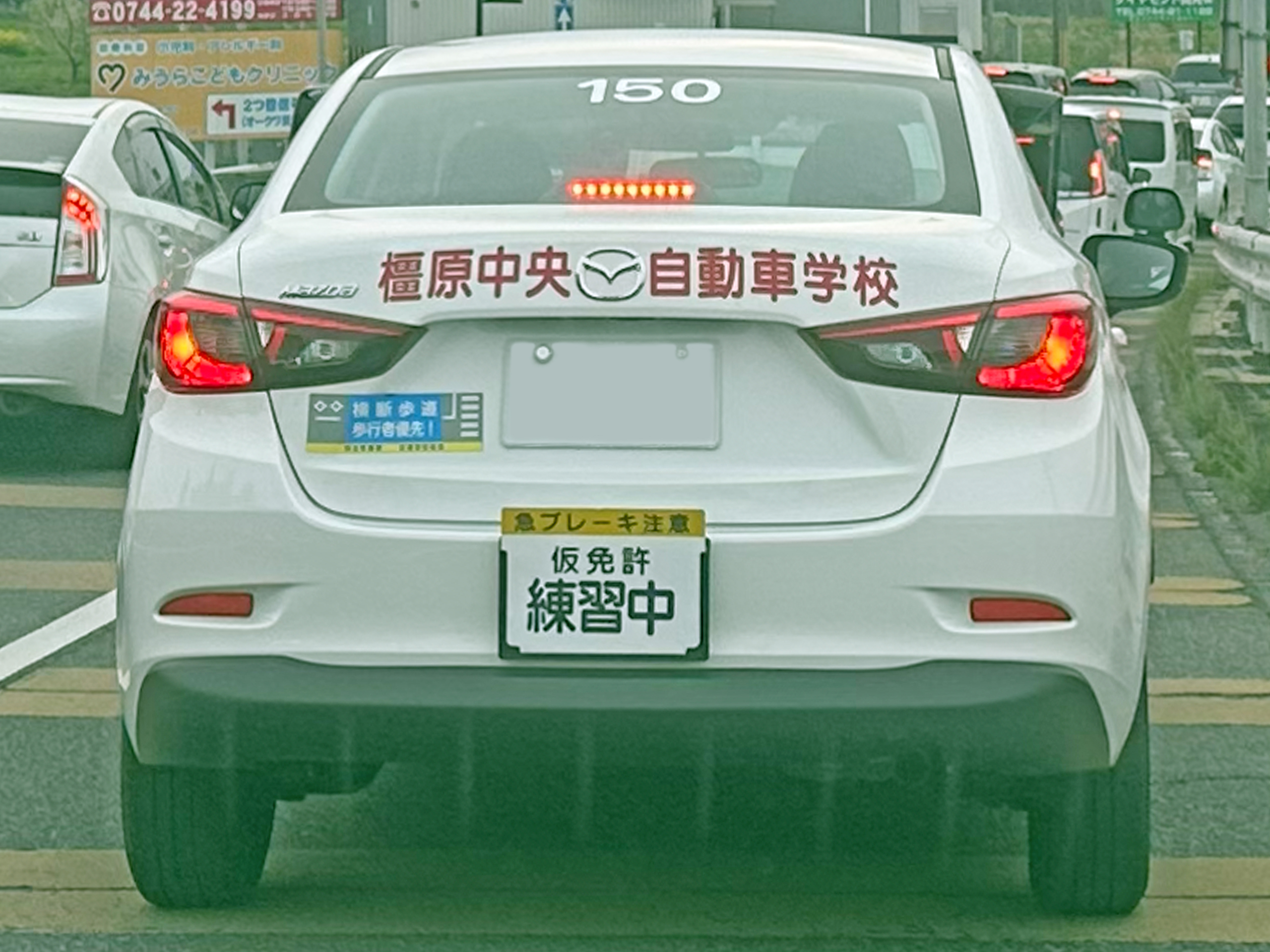
仮免許練習中の教習車（ナンバープレートは画像加工で消去している）

仮運転免許（かりうんてんめんきょ）とは、運転免許のひとつ。運転免許を取得しようとする者が、路上で運転の練習をするとき、及び路上試験を受験する時に必要である。日本では、道路交通法に規定がある。
一般的には「仮免許」・「仮免」（かりめん）などと略して呼ばれることが多い。これに対して、最終的に得ようとする自動車運転免許は「本免許」・「本免」(ほんめん)などと呼ばれる。東京都は警視総監、それ以外の46道府県は警察本部長の許可のもと発行される形を取っている。指定自動車教習所で取得する人が圧倒的多数であるが、これは警察からの業務委託で発行する形になる。
ここでは仮免許保持者の路上練習について、概要で説明する。また、指定自動車教習所・自動車教習所において指導員の下行われる、いわゆる「高速教習」・「高速教程」についても後述する。

## 概要
仮運転免許保持者は、公道における路上練習が可能になる。あくまでも、路上練習のための免許であるため、この免許で誰か親類や友人等を送迎するといったことは一切許されない。行った場合は仮免許運転違反となり、仮免許を取り消されたり、本免許の試験を受験できなくなる危険がある。このため、教習所の規則として仮免許証を自分で管理することは認められず、来校するたびに事務所等で受け取り、帰宅するときには毎回返却するよう定めていることが多い。また、指定自動車教習所の卒業検定、もしくは運転免許試験場の本免許技能試験を受験する際、路上での試験が行われるため仮免許がなければ試験を受験することができないので、本免許を取るためには必然的に仮免許発行を経ることになる。
仮免許には、普通仮運転免許・準中型仮運転免許・中型仮運転免許・大型仮運転免許がある。それぞれ、適性試験を受けた日から起算して6か月有効であり、路上における運転練習のため、仮免許を所持して、以下に箇条書きする基準に該当する運転免許保持者を指導者として助手席に同乗させ、「仮免許練習中」の標識を所定の位置に装着した自動車で、道路道路交通法施行規則の定める道路（高速道路・自動車専用道路・混雑している道路を除く道路）において、路上練習をすることができる。本免許とは異なり更新はできないので、6ヶ月以上必要な場合はもう一度取得し直す必要がある。
同乗指導者の資格は、
- 練習する自動車を運転可能な第一種運転免許を受けている者で、運転経験が通算3年以上（ただし、発行後3年経過していても、途中に免許停止期間がある場合はその期間は除外）[2]
- 練習する自動車を運転可能な第二種運転免許を受けている者[2]
- 公安委員会指定自動車教習所の教習指導員有資格者（技能教習に従事する場合に限る）

のいずれかである。ただし、上の条件を満たしていても、免許停止処分中は同乗指導者となることができない。また、限定免許がある場合は、その車種で運転指導する（例えば、同乗指導者が普通AT限定免許しか持っていない場合はMT車の同乗指導はできない）。つまり、運転交代が可能であることが同乗指導をするための最低条件である。
上記の項目には年齢に関しては特に触れられていないが、絶対的な下限年齢条件としていずれも21歳以上であることが共通条件となっている他、逆に上限年齢に関しては70歳以上の高年者であっても極端な例えとして『100歳』を越えていたとしても現役でなおかつ上記の条件を満たしてさえいれば上限制限は一切無い。

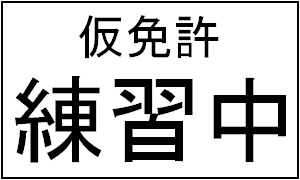
「仮免許練習中」標識

「仮免許練習中」標識の様式は道路交通法施行規則別記様式第11に定められており、
- 寸法が縦17cm以上 × 横30cm以上
- 白地に黒で「仮免許」行を改め「練習中」と表記し、一行目の文字の大きさは縦横4cm以上・線の太さは0.5cm以上、二行目の文字の大きさは縦8cm以上 × 横7cm以上・線の太さは0.8cm以上
- 練習車両の前後の見やすい位置に装着する（地上0.4m - 1.2m以内）。
- 耐久性のある素材を用いること

となっている。この規格に沿った「仮免許練習中」標識は、各都道府県の運転免許試験場の売店などで前後一組500円程度で販売されているが、教習所によっては仮免許取得時にもらえる場合もある。
教習車の多くは、「仮免許練習中」標識をフロント・リアバンパーのサインボード受けに差込むかたちになっており、裏面にはその教習車の号車番号が書かれるか、白紙の状態になっている。リア側の標識の上部には、黄地・黒文字で「急ブレーキ注意」と書かれている。なお高速道路教習の場合は「高速教習中　急ブレーキ注意」とプレートが変更されることが多い。
なお、指定自動車教習所の卒業検定や運転免許試験場での本免許技能試験の場合「仮免許練習中」標識は用いられず、代わりに「運転技能検定中」や「運転免許検定中」「運転免許試験中」などといった標識が使用される。ルーフには白文字で「検定中」と書かれた赤い三角垂が貼り付けられることがある。この場合は、同乗者（採点者）は指定自動車教習所の場合は技能検定員（みなし公務員、実際は検定員資格を持つ指導員）、運転免許試験場の場合は運転免許試験官（警察官）となる。
また、路上練習中や他の免許（自動二輪車等）で事故や交通違反があった場合、本免許の発行が拒否または保留となる場合がある。
仮免許では、原動機付自転車・小型特殊自動車を運転することはできない。これは、仮免許は、免許を受けるため運転を練習しようとする者が、路上で運転するための「仮の」運転免許であり、原付免許・小型特殊免許は仮免許の下位免許ではないためである。ただし、普通仮免許は準中型仮免許および中型仮免許、大型仮免許の下位免許、準中型仮免許は中型仮免許、大型仮免許の下位免許、中型仮免許は大型仮免許の下位免許である。よって、例えば、大型仮免許取得者が練習または試験のために中型自動車、中型仮免許取得者が練習または試験のために準中型自動車、準中型仮免許取得者が練習または試験のために普通自動車を運転することは可能である（ただしその場合も、上記の資格を満たした同乗資格者が必要になる）。

## 仮運転免許の種類
道路交通法第84条第5項で正式名称及び略称が定められており、第87条第2項で練習又は試験等において運転することができる自動車を定めている。
| 正式名称           | 略称         | 練習又は試験等において運転することができる自動車の種類 | 同乗指導者の資格                                                                       |
| ------------------ | ------------ | ------------------------------------------------------ | -------------------------------------------------------------------------------------- |
| 大型自動車仮免許   | 大型仮免許   | 大型自動車、中型自動車、準中型自動車、普通自動車       | 大型自動車運転免許                                                                     |
| 中型自動車仮免許   | 中型仮免許   | 中型自動車、準中型自動車、普通自動車                   | 大型自動車運転免許、中型自動車運転免許（8t限定不可）                                   |
| 準中型自動車仮免許 | 準中型仮免許 | 準中型自動車、普通自動車                               | 大型自動車運転免許、中型自動車運転免許（8t限定可）、準中型自動車運転免許（5t限定不可） |
| 普通自動車仮免許   | 普通仮免許   | 普通自動車                                             | 大型自動車運転免許、中型自動車運転免許、準中型自動車運転免許、普通自動車運転免許       |

## 仮運転免許の有効期間
仮運転免許の有効期間は、道路交通法第87条第6項の規定により、仮運転免許の運転免許試験（適性検査）を受けた日から6か月とされている。
ただし、有効期間に達する前に大型自動車仮免許を受けた者が第一種又は第二種の大型自動車免許を受けたとき、中型自動車仮免許を受けた者が大型自動車若しくは中型自動車を運転できる第一種又は第二種免許を受けたとき、準中型自動車仮免許を受けた者が大型自動車若しくは中型自動車、準中型自動車を運転できる第一種又は第二種免許を受けたとき、普通自動車仮免許を受けた者が大型自動車若しくは中型自動車、準中型自動車、普通自動車を運転できる第一種又は第二種免許を受けたときは効力を失うものと規定されている。
また、本免許技能試験合格後、道路交通法により取得時講習が義務づけられている。この場合も仮免許証が必要になるため、事前に申請すれば、取得時講習のために仮免許の有効期限を延長（形式的には仮免許学科試験および技能試験免除で再取得）することができる（技能試験合格前に有効期限が切れた場合は、再度仮免許を受けなければならない）。

## 受験
年齢（普通自動車、準中型自動車の場合は18歳以上）や視力・聴力・運動能力に問題がないことなどの一定の取得条件を満たしていれば、各都道府県の公安委員会が管轄する運転免許試験場で、視力や上記障害についてなどの適性試験、学科試験と技能試験を受験し、合格すれば取得することができる。必ずしも指定自動車教習所に入所しないと取得できないわけではなく、運転免許試験場の一連の試験（いわゆる一発試験）に合格できれば、一切教習を受けなくても仮運転免許は取得可能である。
ただし、指定自動車教習所では日々慣れ親しんだ教習コースで試験が行われるが、運転免許試験場においては指定自動車教習所の技能検定より合格の採点基準などが非常に厳しく（あくまでも合格点は同じだが、指定自動車教習所の技能検定は、受験者をなるべく受からせようとする試験、運転免許試験場の技能試験は、受験者を厳格に審査し不備があれば落とそうとする試験と考えている）、また練習走行の機会のない不慣れなコースで技能試験を受けることになる。
よって、一般的には指定自動車教習所で、運転免許を取得する過程で一定時間以上の技能教習と学科教習を受けたのち、指定自動車教習所内で仮免許試験を受験する者がほとんどである。この場合、始めに試験場における技能試験と同内容の項目を実施する修了検定を教習所内のコースで受検し、修了検定に合格した教習生は引き続いて教習所内で学科試験を受験する。試験終了後採点し合格者が確定した後、教習所が合格者の仮運転免許の交付申請を一括して行い、教習所経由で仮免許交付となる。法的には、本来公安委員会が管轄する運転免許試験場で行う適性試験・学科試験を指定自動車教習所に実施を委託し、技能試験については指定自動車教習所内の修了検定に合格することで技能試験を免除する扱いとしている。
反面、自動車教習所に入校する場合の費用と、試験場受験にかかる費用を比較した場合、先述の「一発試験」は一回の試験費用が数千円程度（申請手数料+貸車料。各都道府県により異なる）であるため、繰り返し試験場に通って合格を狙う者も多数いる。なお、普通仮免許又は準中型仮免許に限り仮免許を試験場合格で取得した場合、指定自動車教習所の「第二段階」から入所することが可能である。

## 仮免許保持者が路上練習可能な道路について
原則として仮免許保持者が運転可能な道路は、道路交通法施行規則の以下に引用する条文に定められており、
道路交通法施行規則
第21条の2　法第96条の2の内閣府令で定める運転の練習は、高速自動車国道及び自動車専用道路以外の道路（交通の著しい混雑その他の理由により運転の練習を行うことが適当でないと認められる場合における当該道路を除く）において、次の表の上欄に掲げる練習項目に応じ、それぞれ同表の下欄に掲げる練習細目について、大型免許を受けようとする者にあつては大型自動車、中型免許を受けようとする者にあつては中型自動車、準中型免許を受けようとする者にあつては準中型自動車、普通免許又は普通第二種免許を受けようとする者にあつては普通自動車、大型第二種免許を受けようとする者にあつては乗車定員30人以上のバス型の大型自動車、中型第二種免許を受けようとする者にあつては乗車定員11人以上29人以下のバス型の中型自動車により行う練習とする。
となっている。よって高速自動車国道・自動車専用道路・混雑道路における路上練習はできないことになるが、指定自動車教習所ではいわゆる「高速教程」が存在し、指導員の同乗の下で高速道路・自動車専用道路における仮免許保持者の路上練習が行われている。これは『届出自動車教習所が行う教習の課程の指定に関する規則（平成6年国家公安委員会規則第1号）』により路上練習可能道路に関する規則が除外されるため、教習課程として別途認可されたものである。よって、高速自動車国道･自動車専用道路を仮免許保持者の運転で走行できるのは、該当車種の指定または特定届出自動車教習所指導員の同乗下で指定･特定届出自動車教習所の教習課程として走行する場合のみとなり、指導員以外の該当本免許所持者の同乗による仮免許保持者の運転で高速道路へ乗り入れる事や、指導員が同乗していても教習課程外で仮免許保持者が高速道路を走行する事は道路交通法違反となる。

## 中型および大型仮免許の扱い

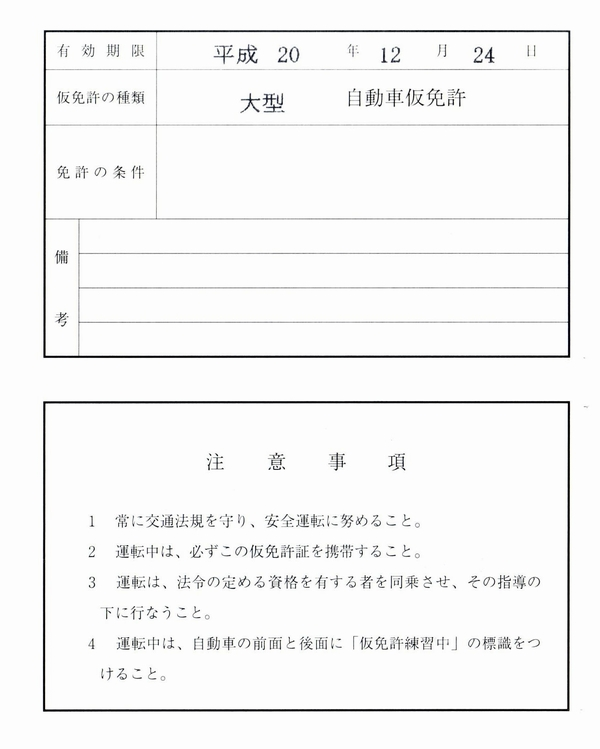
大型仮運転免許証の裏面（車種の表示）

2007年6月2日の中型自動車免許制度導入と共に試験制度が変更され、中型第一種および大型自動車免許を受験する場合は、共に必ず中型または大型仮免許の取得が必要となった。なお以前の大型自動車試験においては運転免許試験場内のみを走行する技能試験、または、指定自動車教習所内のみを走行する卒業検定を受験する場合は不要であったが、変更後は場外の路上（公道）に出て走行する試験も加わったことにより必要となった。中型自動車で練習する際、指導する同乗者は8t限定中型免許所持者ではなく、限定なしの中型免許又は大型免許所持者であることが条件となる。
また、上記により、大型仮免許を取得したものが、中型免許の試験を受けることも可能ではある（ただし、その場合も中型車での路上練習をしなければならない）。
なお、中型または大型自動車第二種免許を受験する場合、それぞれを運転できる第一種免許を所持していれば仮免許は不要であるが、直接第二種免許から受験する場合は中型または大型の仮免許取得が必要となる。その場合、「仮免許はバス型に限る」といった条件が付けられ、運転練習（路上技能教習）および技能試験（卒業検定）はバス型の車両で行わなければならない（それ以外の車両（トラックなど）で運転すると、免許条件違反となる）。しかし、「AT車に限る」といった条件などとは違い、技能試験（卒業限定）に合格をして、中型二種免許または大型二種免許を取得した場合は、この条件は解除され、バスだけでなくトラックなども運転できる。

## 準中型仮免許の扱い
2017年3月12日の準中型自動車免許制度導入に伴い、準中型免許（第一種免許のみ設定）を受験する場合は、必ず準中型仮免許の取得が必要である。準中型自動車で練習する際、指導する同乗者は5t限定準中型免許（=2007年6月2日から2017年3月11日までの旧普通自動車免許）所持者ではなく、限定なしの準中型免許・中型（中型8t限定免許（=2007年6月1日までの旧普通自動車免許）も可）または大型免許所持者であることが条件となる。